# Appel à la flatterie
L'appel à la flatterie est une illusion au cours de laquelle une personne utilise la flatterie et l'excès de compliments, pour tenter d'avoir un appui.
La flatterie est souvent utilisée pour masquer la véritable intention d'une idée ou d'une proposition. Les louanges permettent de distraire momentanément une personne afin d'affaiblir son jugement. En outre, c'est généralement considéré comme une forme de ruse argumentum ad consequentiam, puisque le sujet est flatté tant qu'il se soumet au flatteur.
Exemple :
« Il est certain qu'un homme aussi intelligent que vous, pourrait percevoir cette brillante proposition. » (ne pas accepter la proposition est une acceptation tacite de stupidité).

L'appel à la flatterie est une sorte d'appel spécifique à l'émotion.